# كيوهيرو هيراباياشي
كيوهيرو هيراباياشي (باليابانية: 平林 輝良寛) (4 يونيو 1984 في آيتشي في اليابان – )؛ هو لاعب كرة قدم ياباني سابق كان يلعب كلاعب وسط.

## وصلات خارجية
- كيوهيرو هيراباياشي على موقع الاتحاد الدولي (مؤرشف)  (الإنجليزية)
- كيوهيرو هيراباياشي على موقع رابطة كرة القدم اليابانية للمحترفين (اليابانية)
- كيوهيرو هيراباياشي على موقع قاعدة بيانات كرة القدم.إي يو (الإنجليزية)
- كيوهيرو هيراباياشي على موقع Soccerway.com (الإنجليزية)
- كيوهيرو هيراباياشي على موقع عالم كرة القدم.نت (الإنجليزية)